# 兰州市第二中学
兰州市第二中学，也简称为兰州二中，位于甘肃省兰州市，是一所省级重点中学。其前身为创建于1939年的“兰州志果中学（私立）”。现用名是在1953年确定的。

## 历史沿革
1939年因抗日战争爆发，兰州市内多家中学迁建别处，造成一些学生失学。当时兴办公益慈善事业的社团“兰州八社”牵头，在兰州府文庙内创办了私立兰州志果中学（即兰州二中的前身）。“志果”是为了纪念清末兰州名流刘尔炘（字果斋）。学校董事会聘请的首任校长，是原兰州一中校友，时任甘肃省临时参议会秘书长、尊孔社理事长、留美矿业学博士、甘肃省教育厅厅长赵元贞先生。
1952年私立兰州兴文中学与私立兰州志果中学合并，更名为兰州建国中学。1953年学校由甘肃省文教厅接管，改私立为公办，更名为甘肃省兰州第二中学，后定名为“兰州市第二中学”。赵元贞继续任校长，直至1974年去世。

## 校园景观
学校所在地原为兰州府文庙，虽经过几次拆建但仍保存有大成殿、孔子行礼像等旧迹。